# Hartlaub-Zwergohreule
Die Hartlaub-Zwergohreule oder Hartlaubeule (Otus hartlaubi) ist eine Eulenart aus der Gattung der Zwergohreulen (Otus). Sie ist auf der Insel São Tomé im Golf von Guinea endemisch. Das Artepitheton ehrt den deutschen Zoologen Gustav Hartlaub.

## Merkmale
Die Hartlaub-Zwergohreule erreicht eine Größe von 18 Zentimetern, eine Flügellänge von 123 bis 139 mm und eine Schwanzlänge von 60 bis 72 mm. Die Weibchen sind etwas größer als die Männchen. Das Gewicht beträgt ungefähr 79 Gramm. Es werden zwei Farbmorphen unterschieden.
Bei der graubraunen Farbmorphe ist die Oberseite nahezu einfarbig dunkelbraun mit undeutlichen rötlichbraunen und dunklen Markierungen. Die Federn am Oberkopf, am Nacken und am Rücken haben schwärzliche Schaftstreifen. Am Nacken sind einige dunkel umsäumte weißliche Flecken zu erkennen. Der Gesichtsschleier ist hellbraun, nahe der Augen etwas dunkler. Der Federkranz ist rötlichbraun. Die Ohrbüschel sind sehr klein. Die Schulterfedern haben sehr große weißliche Bereiche und formen einen Schulterstreifen. Die bräunlichen Handschwingen sind ungebändert und gelblichbraun und weißlich gesprenkelt. Die braunen Armschwingen haben feine Wellenzeichnungen. Der Schwanz ist nahezu ungebändert mit undeutlichen schmalen gelbbraunen Binden und rötlichbraunen Wellenzeichnungen. Die Unterseite ist weißlich mit einer feinen braunen und rötlichbraunen Bänderung sowie schwärzlichen Schaftstreifen, die entlang der Bänder zusammenlaufen. Das distale Viertel des Laufes ist unbefiedert, die Rückseite und die Seiten sind völlig nackt.
Die rötlichbraune Farbmorphe ähnelt der graubraunen Farbmorphe, die Grundfarbe des Gefieders ist dunkel rötlichbraun, die schwarzen Markierungen sind deutlicher ausgeprägt. Die Augen sind tiefgelb, Schnabel und Wachshaut sind gelblich. Die Schnabelspitze ist gräulich verwaschen. Lauf und Zehen sind ockergelb. Die Klauen sind braun. Das Daunenkleid ist unbeschrieben, das Nestlingskleid der Jungvögel ist bei beiden Farbmorphen heller als bei den Altvögeln mit einer feinen Bänderung an der Oberseite und an der Unterseite.

## Lautäußerungen
Der Gesang ist ein kreischendes, abfallendes, flektiertes kwüow, das in Abständen von ungefähr 12 bis 20 Sekunden geäußert wird. Er unterscheidet sich vollkommen von dem schnurrenden Gesang der Afrika-Zwergohreule (Otus senegalensis) und den flötenähnlichen Tönen der gewöhnlichen Zwergohreule (Otus scops).

## Lebensraum und Lebensweise
Die Hartlaub-Zwergohreule bewohnt feuchte Primärwälder, aber auch Sekundärwälder und Plantagen, vom Tiefland bis in Höhenlagen von 1500 m. Sie ist nachtaktiv, tagsüber ruht sie in gut getarnten Unterständen im dichten Laub oder dicht an den Baumstämmen. Gelegentlich nutzt sie Baumhöhlen als Schlafstellen. Die Hartlaub-Zwergohreule ist nicht scheu. Die Nahrung besteht hauptsächlich aus Insekten, einschließlich Grashüpfern, Käfern und Nachtfaltern. Daneben stellt sie kleinen Echsen nach. Sie jagt im dichten Laub in der unteren Baumebene. Dabei kommt sie gelegentlich auf den Boden hinab. Über das Brutverhalten ist nahezu nichts bekannt. Vermutlich nistet sie in natürlichen Baumhöhlen. Zwei Nestlinge, die noch nicht fliegen konnten, wurden auf dem Boden gefunden, was nahelegen könnte, dass diese Art zumindest gelegentlich ein Bodenbrüter ist. Das Gelege besteht vermutlich aus zwei weißen Eiern.

## Status
BirdLife International stuft die Hartlaub-Zwergohreule in die Kategorie „gefährdet“ (vulnerable) ein und schätzt den Bestand auf etwa 1000 Altvögel. In der Vergangenheit wurden große Waldbereiche auf São Tomé für Kaffee- und Kakaoplantagen gerodet. Heute führt die Privatisierung des Landes zu einer Zunahme von kleinen Farmen und zur Abholzung der Bäume. Der Primärwald ist gegenwärtig nicht davon betroffen, könnte aber in Zukunft einer Gefährdung ausgesetzt sein. Begrenzte Bereiche von Sekundär- und Primärwäldern, insbesondere im Norden des Verbreitungsgebietes, sind durch Abholzung für die Landwirtschaft sowie Bauholz- und Brennholznutzung gefährdet. Durch den Straßenbau entlang der Ost- und Westküste wurde der Zugang zu vorher entlegenen Regionen erschlossen. Die sich ständig entwickelnde Ölindustrie, einschließlich die Errichtung von „Freihäfen“ (Freihandelszonen), wurde als Bedrohung für den Lebensraum der Zwergohreulen angesehen. Jedoch war die Ölsuche auf dem Land erfolglos und der Ausbau der Ölförderung erfolgt voraussichtlich vor der Küste.